# Rospe
Rospe ist ein Ortsteil von Gummersbach im Oberbergischen Kreis im südlichen Nordrhein-Westfalen, Deutschland.

## Lage und Beschreibung
Der Ort liegt südwestlich ca. 2,7 km vom Stadtzentrum entfernt beidseits des Rospebachs.
Nahe dem linken Bachufer befindet sich oberhalb am Hang das sagenumwobene Rosper Zwergenloch. Nach Überlieferungen soll es Austritt eines unterirdischen Fluchtwegs sein, welcher bis unter die Gummersbacher „Burg“ (Vogtei) reichen soll. Gleichzeitig gibt es zahlreiche Legenden um die Nutzung in diversen Kriegen und um ein Gefangenenlager in der Höhle, wo die Gefangenen reihenweise verhungert sein sollen. In Wahrheit jedoch gehört die gut 200 m lange „Zwergenhöhle“ (so der offizielle Name Katasternummer 4911/002) zu einem System von Karsthöhlen, welche aber nicht untereinander verbunden sind.
Das Zwergenloch wurde in den 1990er Jahren vom Arbeitskreis Kluterthöhle saniert, alle nicht natürlichen Einbauten entfernt und mit einem Fledermausschutztor versehen. In der Folgezeit wurde das Höhlengrundstück vom Arbeitskreis Kluterthöhle angekauft um den dauerhaften Schutz der Höhle sicherzustellen.
Im Jahr 1998 wurde in Rospe bei Bauarbeiten in der Nähe des Zwergenlochs die Rosper Höhle (Katasternummer 4911/010) entdeckt. Diese weist eine Ganglänge von 602 m und eine Niveaudifferenz von 28 m auf.
Die Rosper Höhlen werden ebenso wie die beiden Schauhöhlen Wiehler Tropfsteinhöhle in Wiehl und Aggertalhöhle in Engelskirchen-Ründeroth vom Arbeitskreis Kluterthöhle speläologisch betreut.

## Geschichte

### Erstnennung
1183 / 1187 ? wurde der Ort das erste Mal urkundlich erwähnt und zwar „Erwähnung einer puella in villa Rospensi in den Wundergeschichten (Lokalisierung unsicher ).“
Schreibweise der Erstnennung: Rospen (sus)
Sichere Nennung nach 1450 und zwar „Mehrere Einwohner aus Roespe sind Wachszinsige des Kölner Apostelstiftes.“

## Freizeit

### Sehenswürdigkeiten
- In diesem Stadtteil befindet sich eine Wassermühle aus dem Jahr 1700 ?, deren Gebäude und Wasserrad im Jahre 1968 renoviert wurden.